# Escut de Maçanes
L'escut oficial de Maçanes té el següent blasonament:
Escut caironat: d'argent, una maçanera de sinople fruitada d'or. Per timbre una corona mural de poble.
Va ser aprovat el 2 d'abril de 1993 i publicat al DOGC el 21 del mateix mes amb el número 1735. La pomera o maçanera fruitada és un senyal parlant referent al nom del poble.